# نهائي الدرع الخيرية 1966
نهائي الدرع الخيرية 1966 هي النسخة الرابعة والأربعين من الدرع الخيرية.
لعبت المباراة بتاريخ 13 أغسطس 1966، بين إيفرتون وبين ليفربول.
فاز ليفربول بعد انتهاء، المباراة بنتيجة 0–1.

## خلفية
تأهل ليفربول بصفته بطل دوري كرة القدم الإنجليزي 1965–66، وذلك بعدما تصدر الدوري بفارق 6 نقاط عن أقرب منافسيه ليدز يونايتد.
بينما تأهل إيفرتون بصفته بطل كأس الاتحاد الإنجليزي 1965–66، وذلك بعدما فاز في المباراة النهائية على شيفيلد وينزداي بنتيجة 3–2.

## المباراة
| إيفرتون | 0–1   | ليفربول |
| ------- | ----- | ------- |
|         | [ 1 ] | هنت 9'  |